# Calabria Sconosciuta
Calabria Sconosciuta è stata una rivista trimestrale di cultura calabrese fondata a Reggio Calabria nel 1978. 

## Storia
Nel 1978 Giuseppe Polimeni, capo della redazione della rivista Calabria Turismo (in pubblicazione dal 1968 e di cui era direttore Amerigo Degli Atti), matura l'idea di una nuova rivista definita con Fortunato Valenzise.
Nasce così Calabria Sconosciuta, che si avvale di prestigiose firme, tra cui quelle di Amerigo Degli Atti, Franco Cipriani e Saverio Carino e tanti altri. Il primo numero vede la luce in una tipografia di Chiaravalle e nel primo editoriale Giuseppe Polimeni traccia le linee del pensiero, le finalità e i progetti:
Da allora Calabria Sconosciuta, che intanto dopo Chiaravalle e Vibo Valentia, trova una nuova veste tipografica presso Reggio per motivi pratici di avvicinamento alla sede, continua a raccogliere e pubblicare studi, notizie, documenti sui luoghi, cultura e tradizioni della Calabria. Si avvale anche della collaborazione di giovani promesse nel mondo della cultura.
La rivista, indipendente come il pensiero del suo fondatore, si sostiene unicamente con la sottoscrizione dei numerosi abbonamenti ed anche dopo la scomparsa di Giuseppe Polimeni, avvenuta nel 2002, va avanti con lo stesso spirito con cui è nata.

### Gli ultimi anni
Il profilo storico e artistico-culturale non è cambiato rispetto alla prima maniera, ma si è cercato di potenziare l'informazione, introducendo altre rubriche d'interpretazione di testi pubblicati in Calabria come "In libreria", d'informazione sui prodotti tipici calabresi come "Botteghe artigiane" e di attività escursionistiche e di associazioni di volontariato (tra le quali il Club UNESCO reggino, che ha una propria pagina dedicata). Le sezioni sono sempre varie e validamente documentate con reperti d'archivio e riguardano sia il passato che la modernità. Vivace è pure il dibattito con i lettori sulle varie problematiche di carattere culturale e sociale.
La rivista s'è rinnovata ampliando le sue offerte di discussione e di analisi storica, artistica, letteraria, economica e di varia umanità. Offre quindi la possibilità di scandagliare gli aspetti inediti della Calabria, sottolineandone di volta in volta le novità, le relazioni, le prospettive, gli sviluppi.
Nel numero 42 (decimo anniversario della sua prima pubblicazione) e nel numero 100 (venticinquesimo anno) si trovano gli indici, ovvero un'utile guida che riporta gli articoli per autore e per numero.
Il numero 165-168 (gennaio-dicembre 2020) segna la fine della pubblicazione.